# Fricktal.info
Fricktal.Info (Eigenschreibweise: fricktal.info) ist eine regionale Zeitung für das gesamte Fricktal, welche einmal wöchentlich (mittwochs) als amtlicher Anzeiger erscheint. 2017 beträgt die WEMF-beglaubigte Auflage 19'928 (Vj. 19'352) verkaufte bzw. 45'572 (Vj. 42'057) verbreitete Exemplare. Damit ist sie die auflagenstärkste Wochenzeitung der Region.
Eigentümerin ist die Mobus AG aus Stein. fricktal.info ist die einzige fricktalische Zeitung, die noch zu 100 % in der Hand einer einzigen Verlegerfamilie liegt. Sie wurde 1944 als Bezirksanzeiger gegründet, um eine grössere Pressevielfalt in der engeren Region zu gewährleisten.